# 加茂神社 (鴨川市)
加茂神社（かもじんじゃ）は、千葉県鴨川市成川にある神社。長狭街道に隣接しており、周囲の地名から主基加茂神社（すきかもじんじゃ）とも呼ばれる。旧社格は村社である。

## 概要
1973年（昭和48年）3月31日の大鳥居建立時に設置された記念碑には、京都市の上賀茂神社御祭神を勧請して成川地区の産土神としたと記載されている。屋根には京都・上賀茂神社と同様に二葉葵紋が見られ、賽銭箱には一つ葵紋が描かれている。長狭七福神の弁才天がある方広寺に隣接する。

## 祭神
- 賀茂別雷大神 （かもわけいかづちのおおかみ）

## 境内
朱塗りの大鳥居をくぐり、100メートルほどさきにある階段の上に瓦葺きの拝殿および本殿がある。

## 現地情報

### 所在地
- 千葉県鴨川市成川2470

### 交通アクセス
鉄道
- 最寄駅：JR 安房鴨川駅 から約7.5km。